# Olvena
Olvena är en kommun i Spanien.   Den ligger i provinsen Provincia de Huesca och regionen Aragonien, i den nordöstra delen av landet, 400 km nordost om huvudstaden Madrid. Arean är 15,0 kvadratkilometer.
Terrängen i Olvena är kuperad åt sydost, men åt nordväst är den platt.